# Mei to Koneko Bus
Mei to Koneko Bus (めいとこねこバス) là một phim anime ngắn do Miyazaki Hayao viết và đạo diễn như một phần của loạt phim ngắn được thực hiện để trình chiếu tại viện bảo tàng Ghibli phục vụ việc đón du khách. Phim đã công chiếu vào ngày 01 tháng 10 năm 2002, đây là phần ngoại truyện nối tiếp của phim anime Tonari no Totoro, cốt truyện kể về một chuyến phiêu lưu ngắn của Mei và một chú mèo xe buýt nhỏ đến một địa điểm tập hợp của những phương tiện mèo đủ loại trong rừng.
Phim này chỉ được trình chiếu trong viện bảo tàng và không phát hành ra bên ngoài, phim chỉ có thể xem được bên ngoài qua một số sự kiện đặc biệt của Ghibli như việc đánh dấu sự ra mắt của Sen to Chihiro no Kamikakushi tại Bắc Mỹ...

## Tổng quan

### Sơ lược cốt truyện
Một ngày nọ, nhân vật chính, Mei, gặp phải một cơn lốc kỳ lạ cư xử như một sinh vật trong khu vườn của mình.  Mei vội vã chạy lên phòng, nhưng cơn gió lốc cũng tràn vào phòng. Cô bé Mei tò mò đã thành công trong việc nhốt cơn lốc trong phòng.  Hình dạng thực sự của nó là một chiếc xe buýt mèo bị tách khỏi cha mẹ.  Mei đưa cho nó một chiếc caramen và cả hai trở thành bạn.  Đêm đó, một chuyến xe chở mèo đến đón Mei đi ngủ.  Mei đi xe buýt mèo và đi dạo trên không vào ban đêm.  Cuối cùng, cô đến khu rừng của vị thần hộ mệnh bằng những chiếc xe buýt mèo chở Totoro đủ kích cỡ.  Ở sâu trong khu rừng, Totoro, Susawatari, và nhiều thứ khác đang tụ tập ...

## Âm nhạc
Hisaishi Joe đảm nhận việc biên soạn các bản nhạc cho phim anime này. Album chứa các bản nhạc của phim đã phát hành vào ngày 02 tháng 10 năm 2002.
| Mei to Koneko Bus Soundtrack (めいとこねこバス サウンドトラック) | Mei to Koneko Bus Soundtrack (めいとこねこバス サウンドトラック) | Mei to Koneko Bus Soundtrack (めいとこねこバス サウンドトラック) |
| STT                                                              | Nhan đề                                                          | Thời lượng                                                       |
| ---------------------------------------------------------------- | ---------------------------------------------------------------- | ---------------------------------------------------------------- |
| 1.                                                               | "Mei to Koneko Bus no Sanpo (めいとこねこバスのさんぽ)"          | 0:22                                                             |
| 2.                                                               | "Kyarameru Ageru. (キャラメルあげるっ。)"                        | 2:58                                                             |
| 3.                                                               | "Mei no Komoriuta (めいの子守うた)"                              | 0:42                                                             |
| 4.                                                               | "Shuppatsu Shinkou! (出発進行！)"                                | 1:48                                                             |
| 5.                                                               | "Tsukamori no Nekobaa-chan (塚森のネコバァちゃん)"               | 0:52                                                             |
| 6.                                                               | "A, Totoro da. (あ、トトロだ。)"                                 | 1:58                                                             |
| 7.                                                               | "Mata ne! (またネ！)"                                            | 1:47                                                             |
| Tổng thời lượng:                                                 | Tổng thời lượng:                                                 | 10:11                                                            |